# Торшер

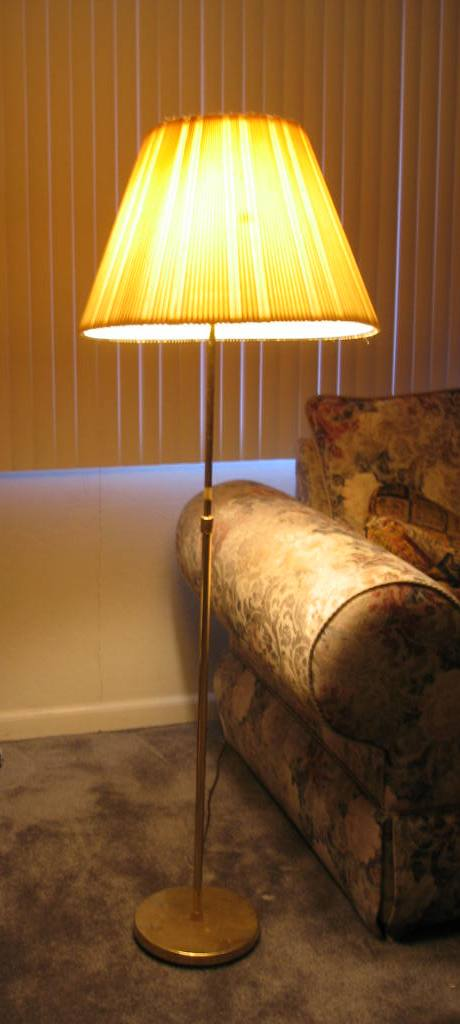
Торшер

Торше́р (фр. torchère, від torche — «смолоскип») — побутова назва підлогового світильника. Зазвичай на високій підставці, на одне або декілька джерел світла.
Найчастіше джерела освітлення прикриті абажуром, або мають відбивач світла. Завдяки абажуру торшер випромінює неяскраве, розсіяне світло, яке не завдає шкоди очам. Також через цю особливість торшери широко застосовуються в дизайні інтер'єру для створення атмосфери домашнього затишку. У торшерів з відбивачами, світло направляється, найчастіше у стелю для отримання відбитого розсіяного світла.

## Види торшерів
Розрізняють переносні і стаціонарні світильники. Також існують торшери з можливістю зміни довжини підставки і/або інтенсивності світлового потоку чи з гнучкою підставкою і відбивачами. У ньому можуть бути встановлені як одне джерело світла, так і декілька. Крім того, існують торшери як з абажурами, так і без них.
Існують торшери, призначені для установки на вулиці, вони мають достатню для цього ступінь захисту. Вуличний торшер допоможе створити затишок на веранді, балконі в інших зонах відпочинку.
Усі види торшерів, мають побутовий вимикач для керування світлом, розташований у корпусі, або на електричному шнурі. Замість вимикача, може бути димер для увімкнення та плавної зміни яскравості світла, або пристрій для управління торшером з відстані, за допомогою пульта дистанційного керування.

## Небезпека
Торшер, в якому використовуються лампи розжарювання, може стати причиною пожежі. У зв'язку з цим багато інструкції з техніки протипожежної безпеки містять пункт, що забороняє накривати увімкнений торшер виробами з легкозаймистих матеріалів. Особливу небезпеку в цьому відношенні представляють торшери без абажура, які повинні бути або обладнані безпечними джерелами світла, або розташовані з урахуванням можливої небезпеки спалаху.